# Susilo Bambang Yudhoyono
Susilo Bambang Yudhoyono (* 9. září 1949) je indonéský politik. V letech 2004 až 2014 zastával funkci prezidenta Indonésie. V letech 1999–2000 byl ministrem hornictví a energetiky, v letech 2000–2004 ministrem sociálních věcí a bezpečnosti. Je představitelem středopravicové Demokratické strany, kterou roku 2001 založil (vznikla symbolicky na jeho narozeniny), v jejímž čele však oficiálně nikdy nestál (v praxi ji řídí z pozice předsedy výkonného výboru). Ve funkci prezidenta vydal i tři popová alba.